# Heinrich Isaac

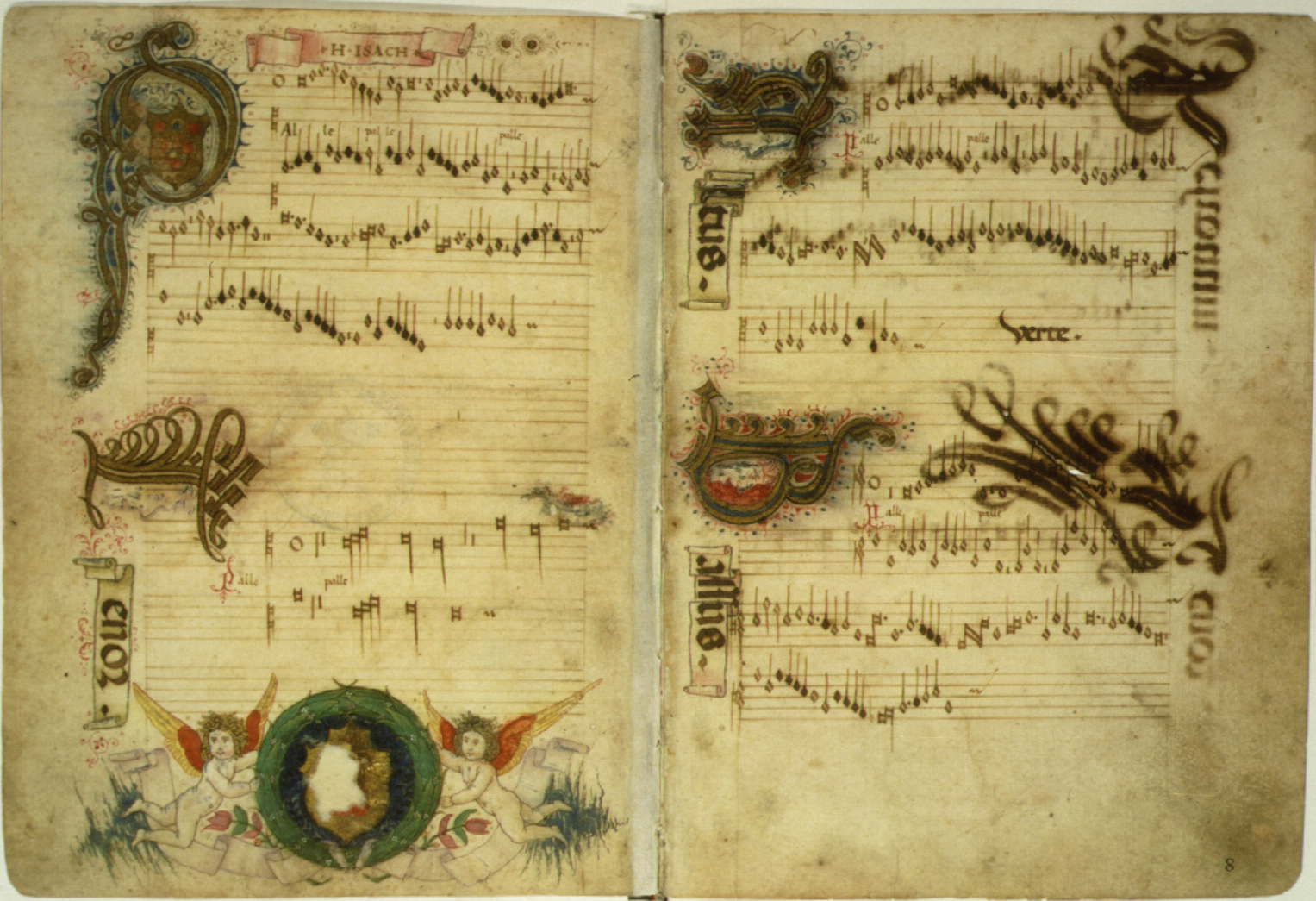
Notmanuskript av Isaac.

Heinrich Isaac, född omkring 1450, död 26 mars 1517, var en nederländsk tonsättare som var domkyrkoorganist i Florens och dessutom hovkapellmästare i Innsbruck. 
Isaac var en av sin tids mest framgångsrika musiker, verksam bl. a. vid hoven i Florens, Innsbruck och Wien. Motettsamlingen Choralis Constantinus (eller Constantiensis) med 2 - 6-stämmiga mässånger för hela kyrkoåret gavs ut efter hans död.
Han finns bland annat representerad i 1986 års psalmbok med en komposition (nr 186) som används till flera psalmer och i variationer (nummer 186b, nummer 505 och en variation i nummer 513).

## Psalmer
- Nu vilar hela jorden (1986 nr 186a och b)
- Nu vilans dag förflutit (1986 nr 513)
- När allt omkring mig vilar (1986 nr 505)

Innsbruck ich muss dich lassen (fil)